# Seychelle Gabriel
Seychelle Suzanne Gabriel (Burbank, 1991. március 25. –) amerikai színésznő.
Lourdes Delgado szerepében vált ismertté az Éghasadás (2011—2014) című sci-fi sorozatban. 2012–2014 között a Korra legendája Asami Sato nevű szereplőjének kölcsönözte hangját. 
Filmjei közé tartozik a Spirit – A sikitó város (2008), Az utolsó léghajlító (2010) és a Honey 2. (2011).

## Filmográfia

### Film
| Év   | Magyar cím              | Eredeti cím                          | Szerep              | Magyar hang        |
| ---- | ----------------------- | ------------------------------------ | ------------------- | ------------------ |
| 2008 | Spirit – A sikitó város | The Spirit                           | Sand Saref fiatalon | Csuha Borbála      |
| 2010 | Az utolsó léghajlító    | The Last Airbender                   | Yue                 | Czető Zsanett      |
| 2011 | Honey 2.                | Honey 2                              | Tina                |                    |
| 2014 |                         | Jabbawockeez: Regenerate (rövidfilm) | Allison             |                    |
| 2016 | A bűvész                | Sleight                              | Holly               | Bogdányi Titanilla |
| 2017 |                         | The Outdoorsman                      | Jillian             |                    |
| 2018 |                         | Blood Fest                           | Sam                 |                    |
| 2021 | A holnap háborúja       | The Tomorrow War                     | Diaz őrmester       |                    |

### Televízió
| Év        | Magyar cím                         | Eredeti cím           | Szerep             | Megjegyzések                                                                        |
| --------- | ---------------------------------- | --------------------- | ------------------ | ----------------------------------------------------------------------------------- |
| 2007      | Zoey 101                           | Zoey 101              | vonzó lány         | 1 epizód                                                                            |
| 2009      | Nancy ül a fűben                   | Weeds                 | Adelita Reyes      | 3 epizód                                                                            |
| 2010      | Miami trauma                       | Miami Medical         | Lucy               | 1 epizód                                                                            |
| 2011—2014 | Éghasadás                          | Falling Skies         | Lourdes            | - főszereplő (1-4. évad) - magyar hangja: - Bogdányi Titanilla                      |
| 2012—2014 | Korra legendája                    | The Legend of Korra   | Asami Sato         | - főszereplő (1-4. évad) - magyar hangja:[forrás?] - Simon Dóra - Andrusko Marcella |
| 2013      | Bosszú                             | Revenge               | Regina             | 4 epizód                                                                            |
| 2015      | Gyönyörű és agyafúrt               | Beautiful & Twisted   | May                | tévéfilm                                                                            |
| 2017      | Az Álmosvölgy legendája            | Sleepy Hollow         | Lara               | 3 epizód                                                                            |
| 2018      |                                    | Fortune Rookie        | Seychelle (hangja) | 1 epizód                                                                            |
| 2019      |                                    | Blackout              | Izzy Itani         | 8 epizód                                                                            |
| 2019      | Szóljatok a köpcösnek! – A sorozat | Get Shorty            | Giulia             | 3 epizód                                                                            |
| 2021      | A Grace klinika                    | Grey's Anatomy        | Veronica Diaz      | 1 epizód                                                                            |
| 2023      | Daisy Jones & the Six              | Daisy Jones & the Six | Julia Dunne        | 9 epizód                                                                            |

## Díjak és jelölések
- Jelölés — Young Artist Award, legjobb női mellékszereplő (Az utolsó léghajlító, 2010)
- Jelölés — Arany Málna díj a legrosszabb filmes párosnak[2] (Az utolsó léghajlító, 2010)